# Llanelli AFC
Llanelli AFC byl velšský fotbalový klub z města Llanelli.

## Úspěchy
- Welsh Premier League – 2008[1]
- Welsh League Cup – 2008
- Welsh Cup – 2011

## Přehled výsledků v evropských pohárech
| Sezóna  | Soutěž                           | Soupeř            | 1. zápas | 2. zápas | Celkem |
| ------- | -------------------------------- | ----------------- | -------- | -------- | ------ |
| 2006/07 | Pohár UEFA (1. předkolo)         | Gefle IF          | 0:0      | 2:1      | 2:1    |
|         | Pohár UEFA (2. předkolo)         | Odense BK         | 1:5      | 0:1      | 1:6    |
| 2007    | Pohár Intertoto (1. kolo)        | FK Vėtra          | 5:3      | 1:3      | 6:6    |
| 2008/09 | Liga mistrů UEFA (1. předkolo)   | FK Ventspils      | 1:0      | 0:4      | 1:4    |
| 2009/10 | Evropská liga UEFA (1. předkolo) | Motherwell FC     | 0:3      | 1:0      | 1:3    |
| 2010/11 | Evropská liga UEFA (1. předkolo) | FK Tauras         | 2:2      | 2:3      | 4:5    |
| 2011/12 | Evropská liga UEFA (2. předkolo) | FC Dinamo Tbilisi | 2:1      | 0:5      | 2:6    |
| 2012/13 | Evropská liga UEFA (1. předkolo) | KuPS              | 1:1      | 1:2      | 2:3    |